# Кораллово
Кораллово, Караллово или Коралово (изначально Караулово) — дворянская усадьба в Одинцовском районе Московской области, памятник архитектуры позднего классицизма, ныне интернат-лицей «Подмосковный».

## История
Первый легендарный владелец села Караулова — татарский посол Ямгурчи Карал, или Караул (1480 год).
В 1558 году поместьем владел Никифор Иванович Заболоцкий — боярин. В период Опричнины и Смуты Караулово запустело.
Поместье оживает в конце 17 века во владении воеводы Петра Первого Василия Бухвостова и его сына — стольника Ивана Большого.
В 1766 году с. Караулово приобретает Михаил Иванович Ярославов и строит здесь господский деревянный дом.
Его сын, полковник Семеновского полка А. М. Ярославов выстроил в селе Караулово усадебный дом, разбил парк с прудами и поставил каменную церковь Толгской Богоматери. В 1812 году усадьба подвергается разорению французами.
В 1819 году поместье Караулово (Каралово) приобретает семья генерала, героя войны 1812 года Василия Никаноровича Шеншина. Супруга Шеншина, Варвара Петровна Шеншина (Неклюдова) растит здесь детей Александру, Юрия и Николая.
После преждевременной смерти родителей усадьба переходит старшей дочери Александре Васильевне Хвостовой (Шеншиной). В 1834 году вблизи усадебной церкви появляется почитаемый до сих пор родник «Громовой колодец».
C 1855 по 1871 год Кораллово принадлежит графу Григорию Кушелеву-Безбородко, миллионеру и меценату. Для медового месяца графа с Любовью Голубцовой строится каменное здание усадьбы, сохранившееся с небольшими перестройками до сих пор. В этот период в усадьбе гостят известные люди искусства: поэт Лев Мей, театрал Федор Кони с сыном Анатолием.
Расцвет усадьба пережила с 1871 по 1890 год при новом владельце — Александре Васильчикове и его жене Ольге Олсуфьевой, чей отец владел соседним имением Ершово. Васильчиков построил домовую церковь в главном корпусе, богадельню и церковно-приходскую школу при храме Толгской иконы. В Кораллово росли дети Васильчиковых, среди которых известна дочь Александра, будущая поэтесса и переводчик Александра Милорадович
Дом Васильчикова, по характеристике А. Н. Греча, — «довольно неинтересный и скучный "ящик с окнами». В усадьбу директора Императорского Эрмитажа вели ворота в виде пилонов с миниатюрными фигурами львов. Он свозил к себе в имение предметы старины — средневековую и ренессансную мебель, даже античные раритеты — для использования в быту «вперемешку с вещами типично усадебными, с фамильными портретами, среди которых были работы Боровиковского, картинами, гравюрами, книгами»; последние были в основном посвящены эпохе петровских преобразований.
В книге путевых заметок граф С. Д. Шереметев описал посещение Васильчикова: «Кораловский дом интересен. Всё в нем устроено хозяином оригинально и со вкусом. Рабочий кабинет уютен и прост. На лестницах и в гостиных много портретов масляной краской и миниатюр, тут же находятся различные коллекции. Особенно хороша домовая церковь с прекрасными иконами и с иконостасом кипарисового дерева».
После смерти Васильчикова в Кораллово часто бывает его дочь, фрейлина Великой княгини Елизаветы Федоровны — Маша Васильчикова. У Васильчиковой гостят Великий князь Сергей Александрович с Елизаветой Федоровной, княгиня Зинаида Юсупова с мужем.
В 1908 года вдова Васильчикова продала имение графу П. М. Граббе, при этом основное ядро обстановки было вывезено.
В годы Гражданской войны в Кораллове водворился детский дом, который просуществовал до войны. Каменная церковь в 30-е была опустошена.
Осенью 1941 года Коралово оказалось на линии фронта. В ноябре здание усадьбы заняли немцы. Колокольня церкви, где находились немецкие автоматчики, была в упор расстреляна из  танка КВ, что дало возможность пехоте 457-го стрелкового полка несколько продвинуться вперёд. 5 декабря на окраине усадьбы в перестрелке погибла часть разведгруппы комсомольца Володи Цыбарова, в\ч 9903. Погибшие похоронены в братской могиле Коралово. 

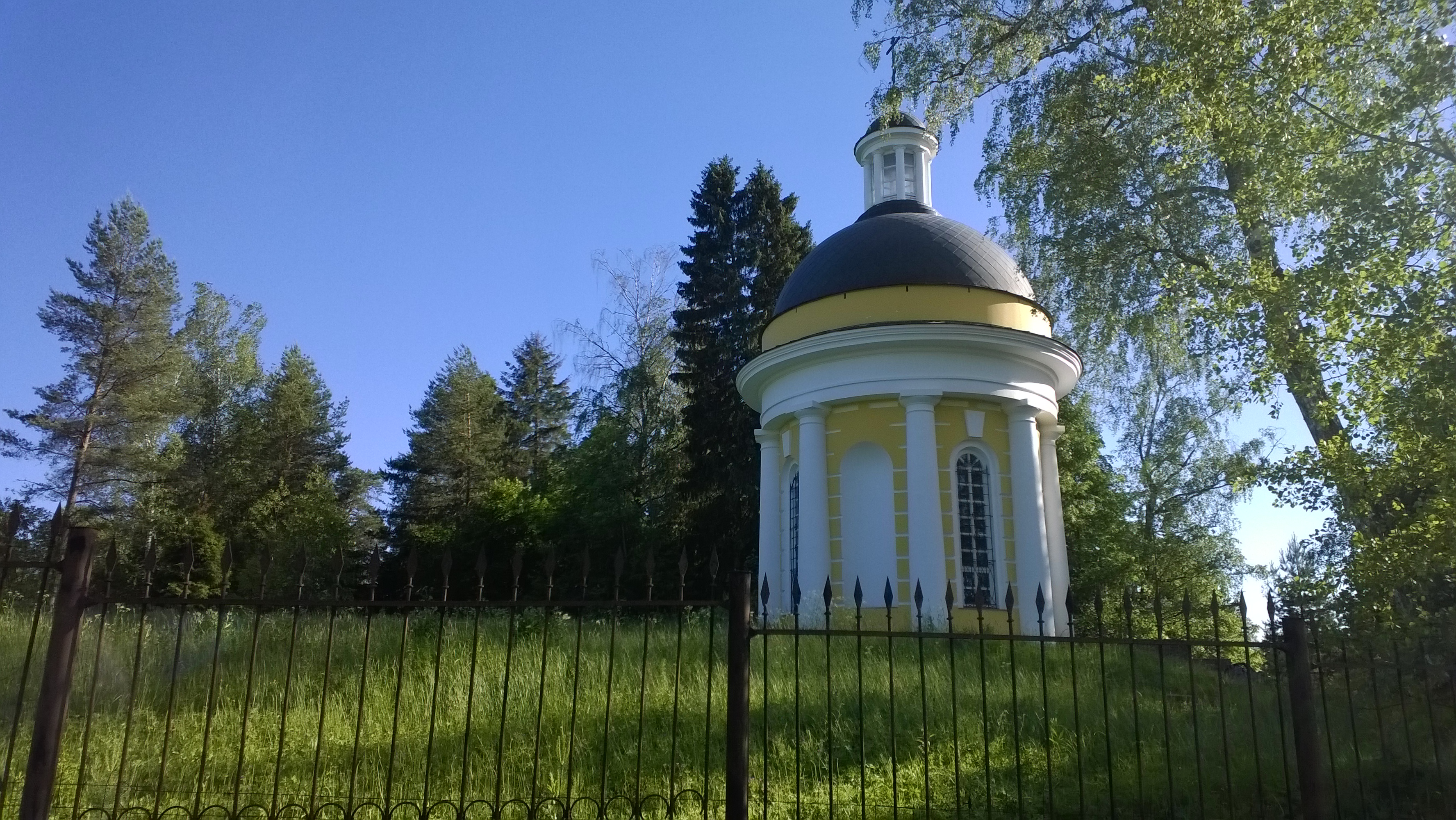
Часовня Рождества Богородицы на месте храма Толгской иконы Богоматери

В 50—80-е годы Коралово — дом отдыха профсоюзов и ЦК ВЛКСМ. Во время восстановления была полностью разобрана церковь Толгской иконы и пристроены входные портики с ионическими колоннами в главном усадебном доме.
С 1993 года под эгидой нефтяной компании «ЮКОС» и лично М. Ходорковского на базе бывшей усадьбы действует негосударственный благотворительный Лицей-интернат «Подмосковный» для детей-сирот, детей из малообеспеченных семей и детей, жертв терактов.
В 2003 году НК «Юкос» построила в Кораллове новый учебный корпус на 240 мест, коттеджи для проживания детей, бассейн, стадион. В Лицее на безвозмездной основе воспитываются около 200 учеников 5-11 классов из различных уголков России.